# Dino Porrini
Dino Porrini (ur. 28 lutego 1953 w Volta Mantovana) – włoski kolarz szosowy, srebrny medalista mistrzostw świata.

## Kariera
Największy sukces w karierze Dino Porrini osiągnął w 1977 roku, kiedy wspólnie z Mirko Bernardim, Mauro De Pellegrinem i Vito Da Rosem zdobył srebrny medal w drużynowej jeździe na czas na mistrzostwach świata w San Cristóbal. Był to jednak jedyny medal wywalczony przez niego na międzynarodowej imprezie tej rangi. Na tych samych mistrzostwach zajął też 27. miejsce w wyścigu ze startu wspólnego amatorów. W 1976 roku wystartował na igrzyskach olimpijskich w Montrealu, gdzie wraz z kolegami z reprezentacji był jedenasty w drużynowej jeździe na czas. Ponadto wygrał między innymi Giro delle Due Province Marciana w 1974 roku, Coppa Caduti Nervianesi i wyścig Mediolan-Busseto w 1975 roku oraz Freccia dei Vini dwa lata później. W 1979 roku wygrał jeden z etapów Giro d'Italia, ale cały wyścig ukończył na 108. pozycji w klasyfikacji generalnej.